# 乌尔济切尼
44°43′N 26°38′E / 44.717°N 26.633°E
乌尔济切尼是罗马尼亚雅洛米察县的一个城市，人口17,090。
乌尔济切尼由罗马尼亚牧羊人创建，其名称源于“urzică（荨麻）”，第一次在文献中提及是在1596年，当时正处于米哈伊·维泰亚祖尔的统治之下。乌尔济切尼分别于1831年和1895年建镇和建市。在1716年至1833年的长达117年的时间里，乌尔济切尼一直都是雅洛米察县的县治。